# Фолсом, Джастус Уотсон
Джастус Фолсом (англ. Justus Watson Folsom; 2 сентября 1871[…], Кембридж, Массачусетс — 24 сентября 1936[…], Виксберг, Миссисипи) — американский учёный-энтомолог, специализировавшимся на изучении ногохвосток (Collembola).

## Биография
Родился 2 сентября 1871 года в городе Кембридж (Массачусетс).
В 1895 году он получил степень бакалавра наук в Гарвардском университете. В 1899 году получил степень доктора наук.
Описал несколько новых таксонов коллембол (рода: Neelus, Denisiella, Stachia).
Скончался 24 сентября 1936 года в Виксбурге, Миссисипи (штат).

## Публикации
Основные публикации:
- Entomology: with special reference to its ecological aspects, 1923.
- The Apterygota of the Williams Galapagos Expedition. 1924
- Insects. Part A Collembola //	J. de L. Taché	Canadian Arctic Expedition (1913—1918). 1919
- Entomology: with special reference to its biological and economic aspects. 1906
- Entomology with special reference to its biological and economic aspects. 1906 (North Carolina State University)
- Japanese Collembola // 1897
- North American collembolous insects of the subfamily Achorutinae, Neanurinae, and Podurinae // 1916
- The Segmentation of the Insect Head // 1899
- The anatomy and physiology of the mouth-parts of the collembolan, Orchesella cincta L. 1899.

## Память
В честь Дж. Фолсома были названы таксоны:
- Folsomia Willem, 1902 — род ногохвосток (Collembola).